# 3356 Resnik
3356 Resnik este un asteroid din centura principală, descoperit pe 6 martie 1984, de Edward Bowell.